# Administração Espacial Nacional da China
Administração Espacial Nacional da China (AENC; chinês: 国家航天局, pinyin: Guó Jiā Háng Tiān Jú, literalmente: "Departamento Nacional de Astronáutica"; em inglês:  China National Space Administration - CNSA) é a agência espacial estatal da República Popular da China, responsável pelo programa espacial chinês. Ela é a responsável pelo planejamento e desenvolvimento das atividades espaciais do país.
A AENC e a Corporação de Tecnologia e Ciência Aeroespacial da China assumiram a direção do programa espacial antes subordinado ao extinto Ministério da Indústria Aeroespacial. Em 2020, seu orçamento girava em torno de 8,9 bilhões de dólares.

## História

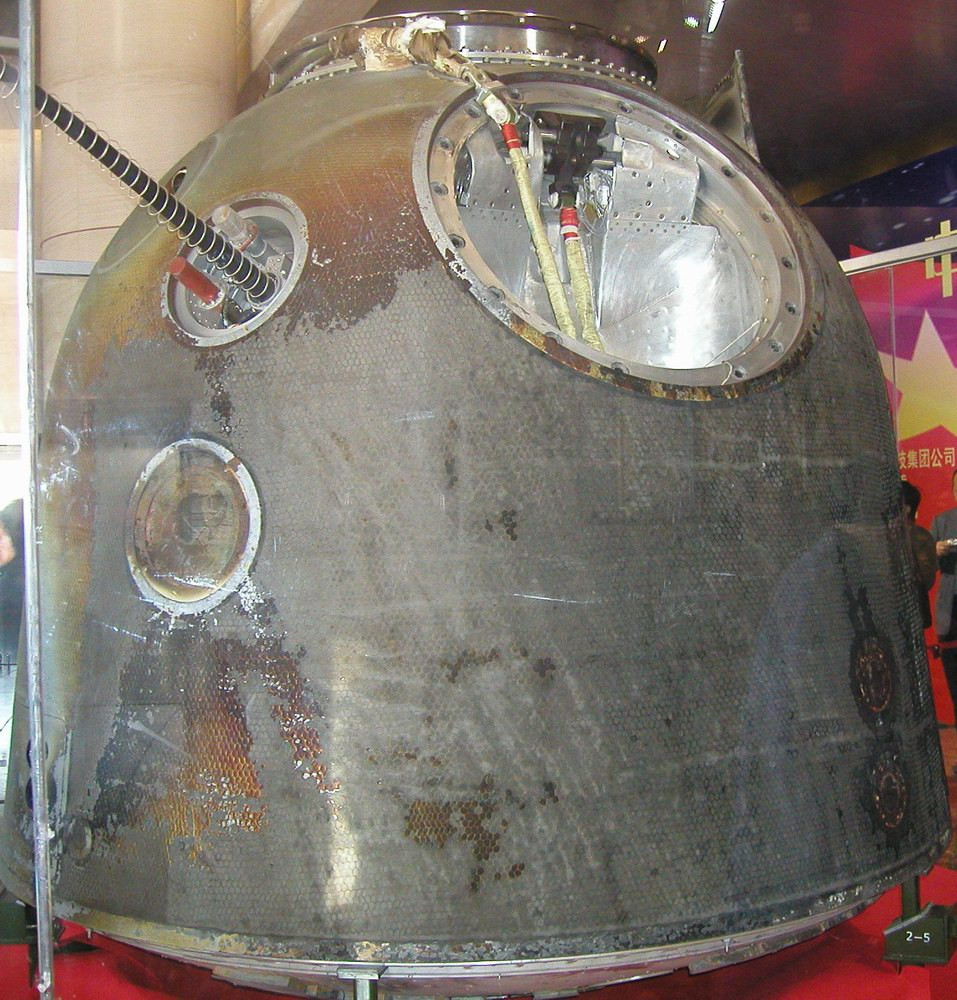
A cápsula orbital da Shenzhou 5

Apesar do programa espacial chinês existir desde 1956, a AENC é um órgão relativamente novo, criado em 1993 quando o Ministério da Indústria Aeroespacial foi dividido entre ela e a CTCAC. O primeiro órgão seria responsável pela política, enquanto o segundo pela execução. A divisão não foi considerada satisfatória, já que as duas agências, se tornaram, com efeito, apenas uma grande agência, dividindo pessoal e gestão.
Como parte da completa reestruturação da área, em 1998 a CTCAC foi dividida em várias pequenas empresas estatais. A intenção era a de criar algo semelhante aos contratos do sistema de defesa dos países ocidentais, onde as entidades que são agências governamentais estabelecem as políticas de operação e integram seus requisitos técnicos e operacionais para execução a empresas que pertencem ao governo, mas não são dirigidas por ele.

## Organização

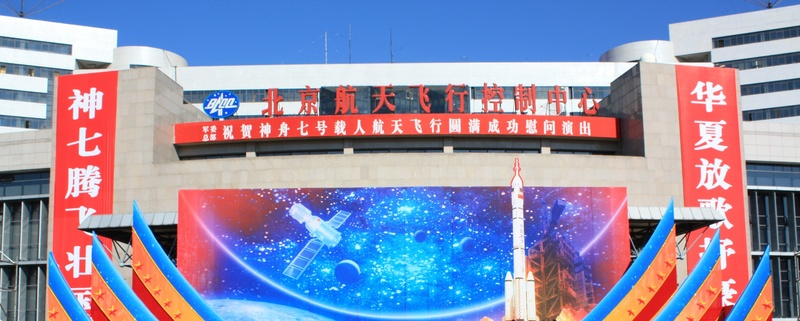
Centro de Controle de Missão de Pequim

A Administração Espacial foi criada como instituição governamental para desenvolver e cumprir as obrigações internacionais da China, com a aprovação da oitava Assembleia Popular Nacional da China. A nona Assembleia atribuiu a ela o status de estrutura interna da Comissão de Ciências, Tecnologia e Indústria para a Defesa Nacional. A partir daí a agência assumiu as seguintes responsabilidades: assinatura de acordos governamentais na área espacial em benefício das organizações, troca de conhecimento técnico e científico intergovernamental e a responsabilidade pela execução das políticas espaciais nacionais e gestão nacional de ciência, tecnologia e indústria espaciais.
Até o momento, a China tem assinado acordos governamentais de cooperação espacial com o Brasil, Paquistão, Chile, França, Alemanha, Índia, Itália, Rússia, Ucrânia, Reino Unido e Estados Unidos e entre outros países. Conquistas significativas na área do conhecimento espacial foram conseguidas através dessa cooperação e acordos bilaterais e multilaterais. Os administradores da agência espacial são indicados pelo Conselho de Estado.

### Logomarca
A logomarca da AENC é similar à da Corporação de Tecnologia e Ciência Aeroespacial. A seta no meio tem forma parecida com um caractere chinês que significa 'humano' ou 'pessoa' para indicar que o homem é o centro das explorações espaciais. As três elipses concêntricas representam três velocidades de escape, as velocidades mínimas para atingir uma órbita maior sustentável, para escapar do sistema gravitacional terrestre e para escapar do sistema solar, três marcos da exploração espacial. O segundo anel é desenhado em negrito, para enfatizar que a China já superou este desafio (a exploração do sistema terrestre) e está a caminho do segundo estágio de seu desafio, pelo interior do sistema solar.

## Programas espaciais

### Shuguang
Shuguang foi a primeira nave espacial proposta pela República Popular da China, durante o fim da década de 1960 e início da década de 1970, que contudo, nunca foi construída. O projeto era uma cápsula espacial para dois homens, similar a espaçonave Gemini, e seria lançada em 1973. Por causa de problemas financeiros e políticos, Shuguang foi cancelada em 13 de maio de 1972.

### Programa Shenzhou

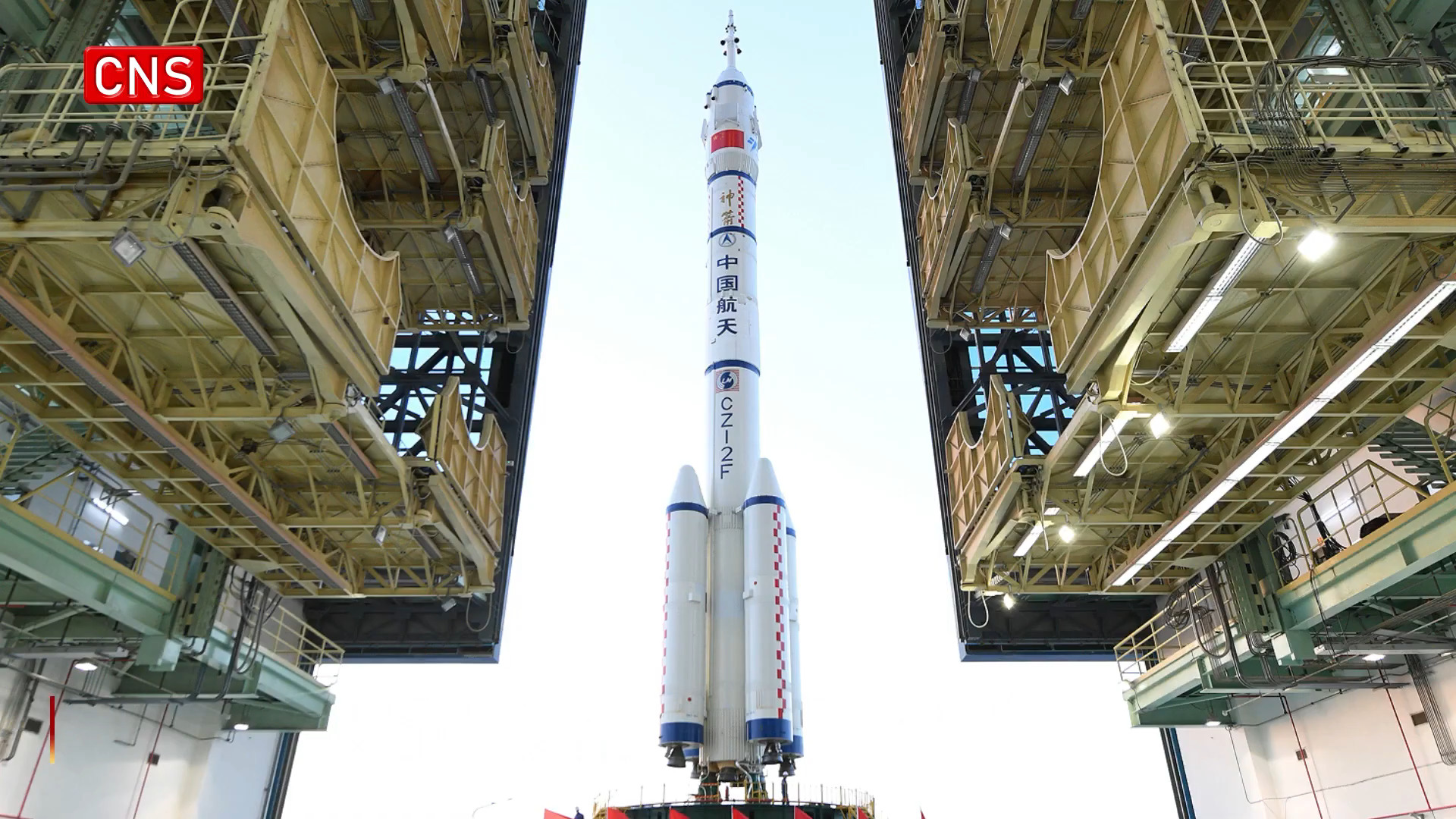
O foguete transportador Longa Marcha 2F da China com a nave Shenzhou 13 na área de lançamento do Centro de Lançamento de Satélites de Jiuquan

Programa Shenzhou é um programa espacial de missões tripuladas da República Popular da China. Desenvolvido desde 1992 e iniciado em 1999 com a nave não-tripulada Shenzhou 1, ele colocou em órbita o primeiro chinês, Yang Liwei, na Shenzhou 5, em 15 de outubro de 2003. O centro de comando do programa fica no Centro de Comando e Controle Aeroespacial de Pequim e recebe suporte e apoio de engenharia e administração para as missões tripuladas do Departamento de Engenharia Espacial Tripulada da China.

### Programa Chinês de Exploração Lunar

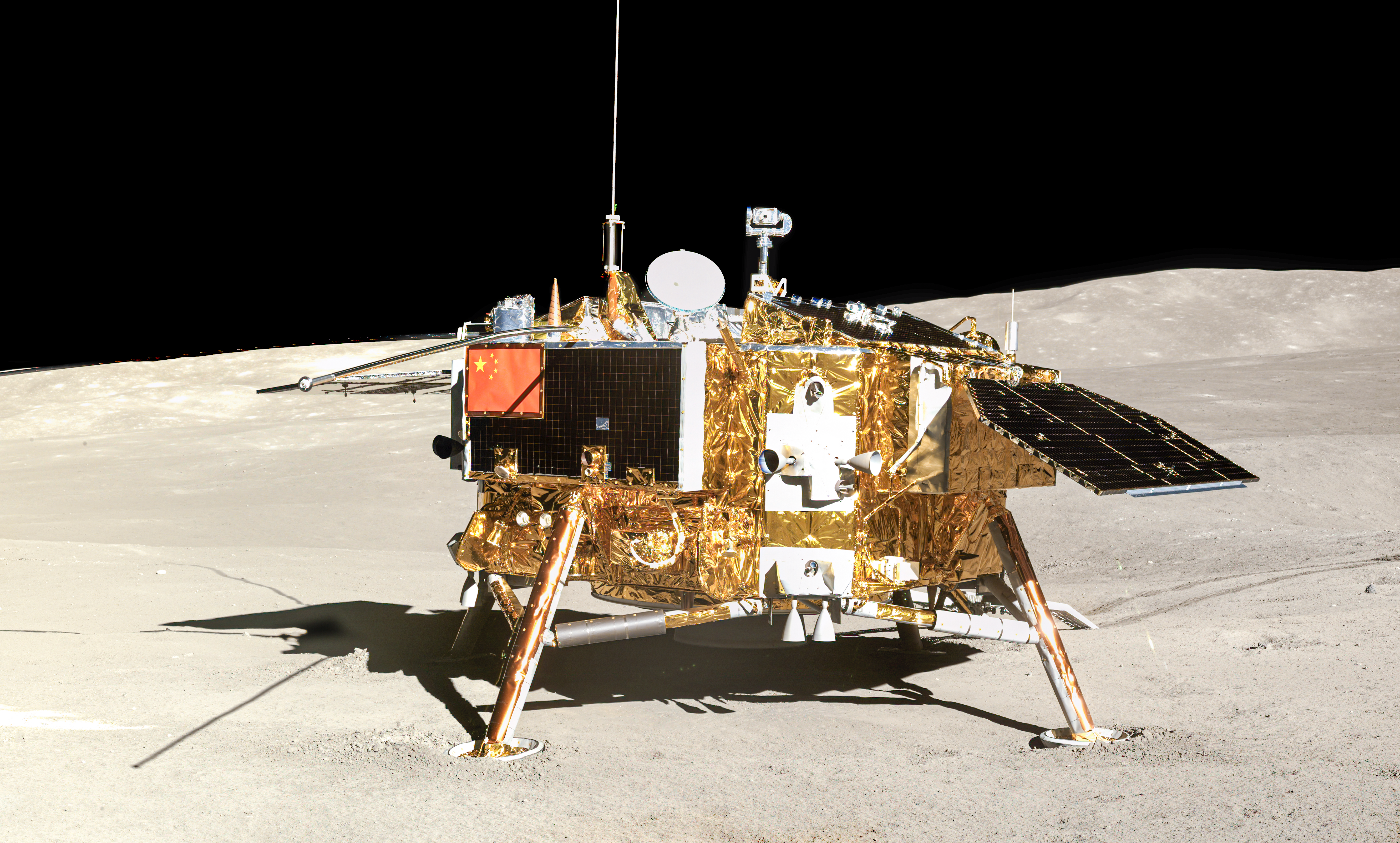
Em 2019, a chinesa Chang'e 4 foi a primeira sonda a pousar no lado oculto da Lua

O Programa Chinês de Exploração Lunar é um programa espacial de missões robóticas e humanas à Lua realizado pela CSNA. O programa se utiliza de sondas orbitais Chang'e, módulos de alunissagem, rovers e espaçonaves de retorno de amostras, lançados de foguetes Longa Mancha, do Centro Espacial de Xichang. Os lançamentos e os voos são monitorados constantemente por um sistema de telemetria, rastreamento e controle composto de antenas de rádio de 50 m de comprimento baseadas em Pequim e de 40 m baseadas em Xangai, Kunming e Ürümqi, formando um cinturão de antenas de 3000 km. Um programa de aplicação terrestre é responsável pela recepção de dados.
A primeira espaçonave do programa lunar foi a sonda não-tripulada Chang'e 1, lançada em 24 de outubro de 2007 e que completou sua missão com sucesso. A segunda, Chang'e 2, lançada em 1 de outubro de 2010, também obteve sucesso em sua missão. A terceira, Chang'e 3, e primeira da segunda fase, foi uma sonda para alunissagem, que transportou o primeiro rover lunar chinês, o "Coelho de Jade" (Yutu), lançada em 1 de dezembro de 2013 e que se encontra a caminho do satélite. Uma expedição humana está prevista para ocorrer entre 2025 e 2030.
A a quarta missão, a Chang'e 4, foi a segunda sonda espacial chinesa a pousar na Lua, construída como gêmea e suplente da Chang'e 3, como a Chang'e 2 foi da Chang'e 1. Após o sucesso da missão Chang'e 3, a configuração da Chang'e 4 será ajustada para equipamento de teste da Chang'e 5, que vai recolher amostras da superfície lunar e retornar com elas para a Terra. A missão foi lançada em 12 de dezembro de 2018, como parte da segunda fase do Programa Chinês de Exploração Lunar. A sonda aterrissou no lado oculto da Lua em 3 de janeiro de 2019 às 02h26 UTC, algo até então inédito na história da exploração espacial.

### Estação Espacial Tiangong

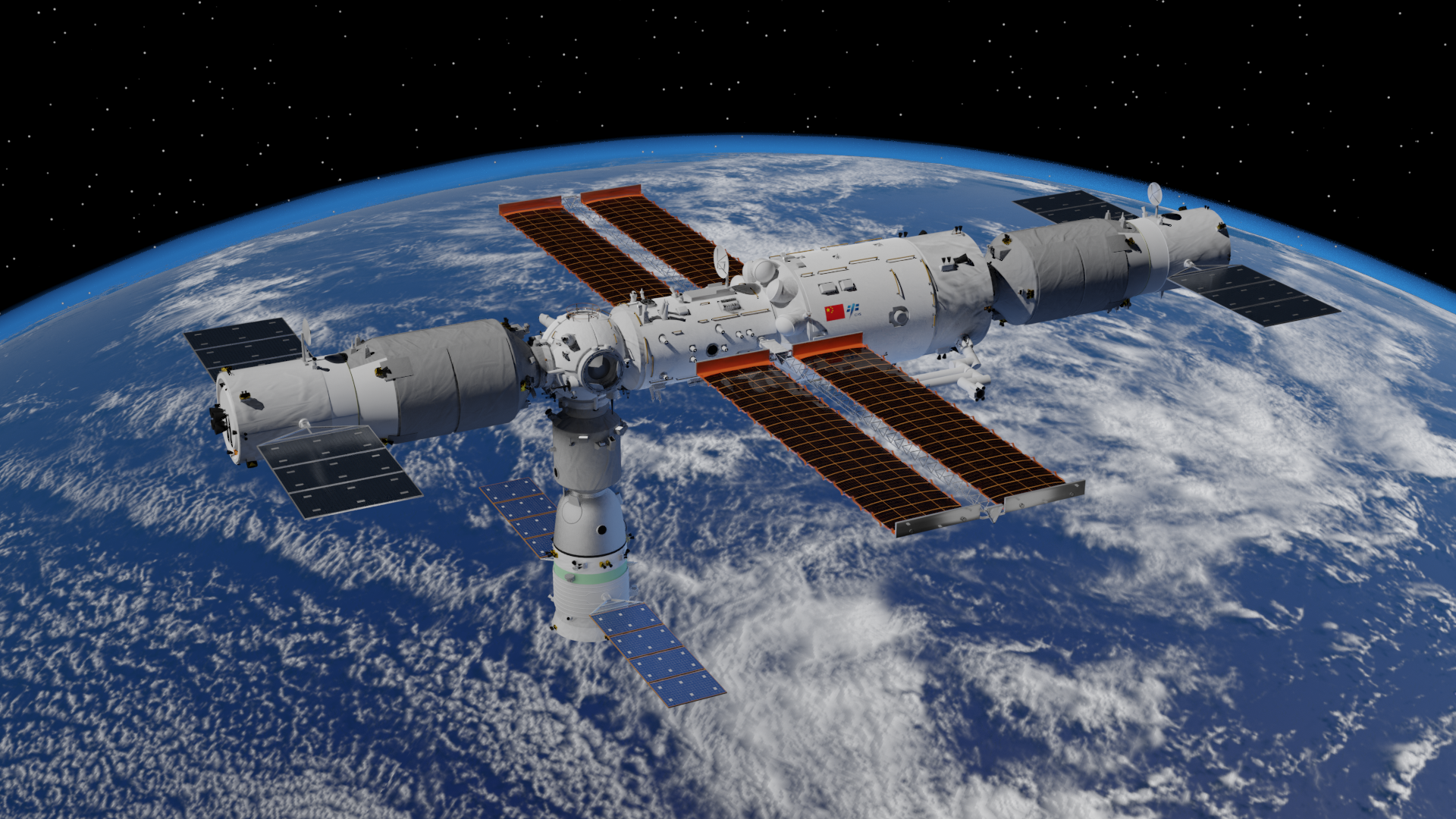
Renderização da Estação Espacial Tiangong

A Estação Espacial Tiangong é uma estação espacial em órbita terrestre baixa entre 340-450 km acima da superfície da Terra. A Estação Espacial Tiangong, uma vez completa, que terá cerca de um quinto da massa da Estação Espacial Internacional e aproximadamente a mesma massa da estação espacial Mir. É esperado que a Tiangong tenha uma massa entre 80 e 100t. As operações serão controladas a partir do Centro de Controle de Missão de Pequim. O módulo central, Tianhe, foi lançado no dia 29 de abril de 2021.

## Estrutura

### Frota de veículos lançadores
A família de foguetes Longa Marcha são veículos lançadores descartáveis, operados pela República Popular da China. O foguete Longa Marcha utiliza propelente líquido em seu primeiro estágio, como o combustível a ((CH3)2NNH2) dimetil-hidrazina assimétrica e o oxidante (N2O4) Tetróxido de Nitrogênio. Cada compartimento possui um tanque de combustível e um tanque de oxidante.
A China comercializa serviços de lançamento através da Corporação de Ciência e Tecnologia Aeroespacial da China. Seus esforços para lançar satélites de comunicação sofreram um golpe em meados da década de 1990, depois que os Estados Unidos pararam de emitir licenças de exportação para empresas para permitir que lançassem em veículos de lançamento chineses por medo de que isso ajudasse os militares da China. Diante disso, a Thales Alenia Space construiu o satélite Chinasat 6B sem nenhum componente dos Estados Unidos, o que permitiu que ele fosse lançado em um veículo de lançamento chinês sem violar as restrições do Regulamento Internacional de Tráfego de Armas dos Estados Unidos (ITAR).

### Espaçoportos
- Centro de Lançamento de Satélites de Jiuquan
- Centro de Lançamento de Satélites de Taiyuan
- Centro de Lançamento de Satélites de Xichang
- Centro de Lançamento Espacial de Wenchang

Instalações de lançamento da CSNA
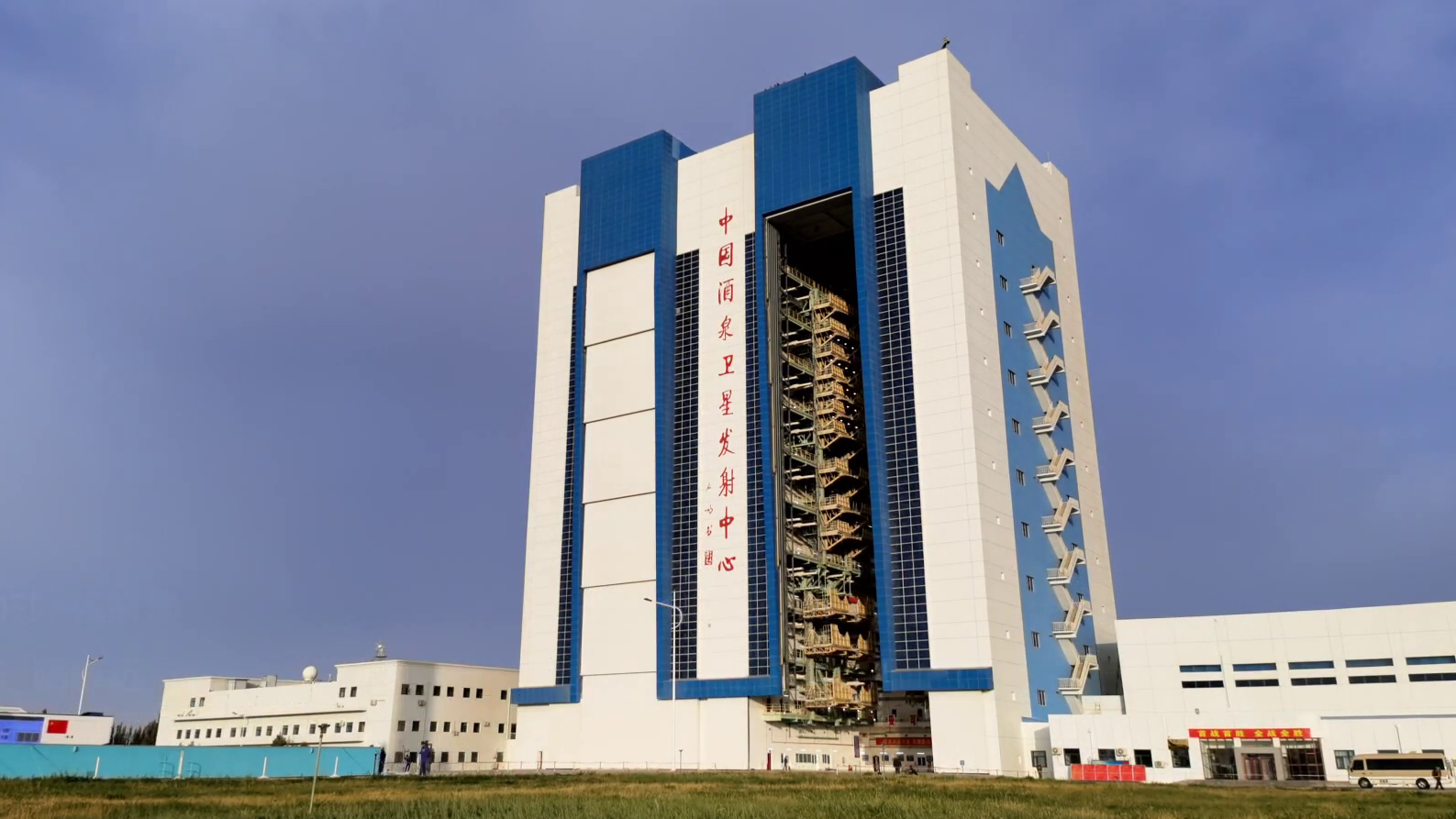
Centro de Lançamento de Satélites de Jiuquan
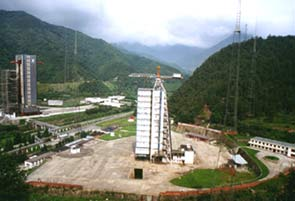
Centro de Lançamento de Satélites de Xichang
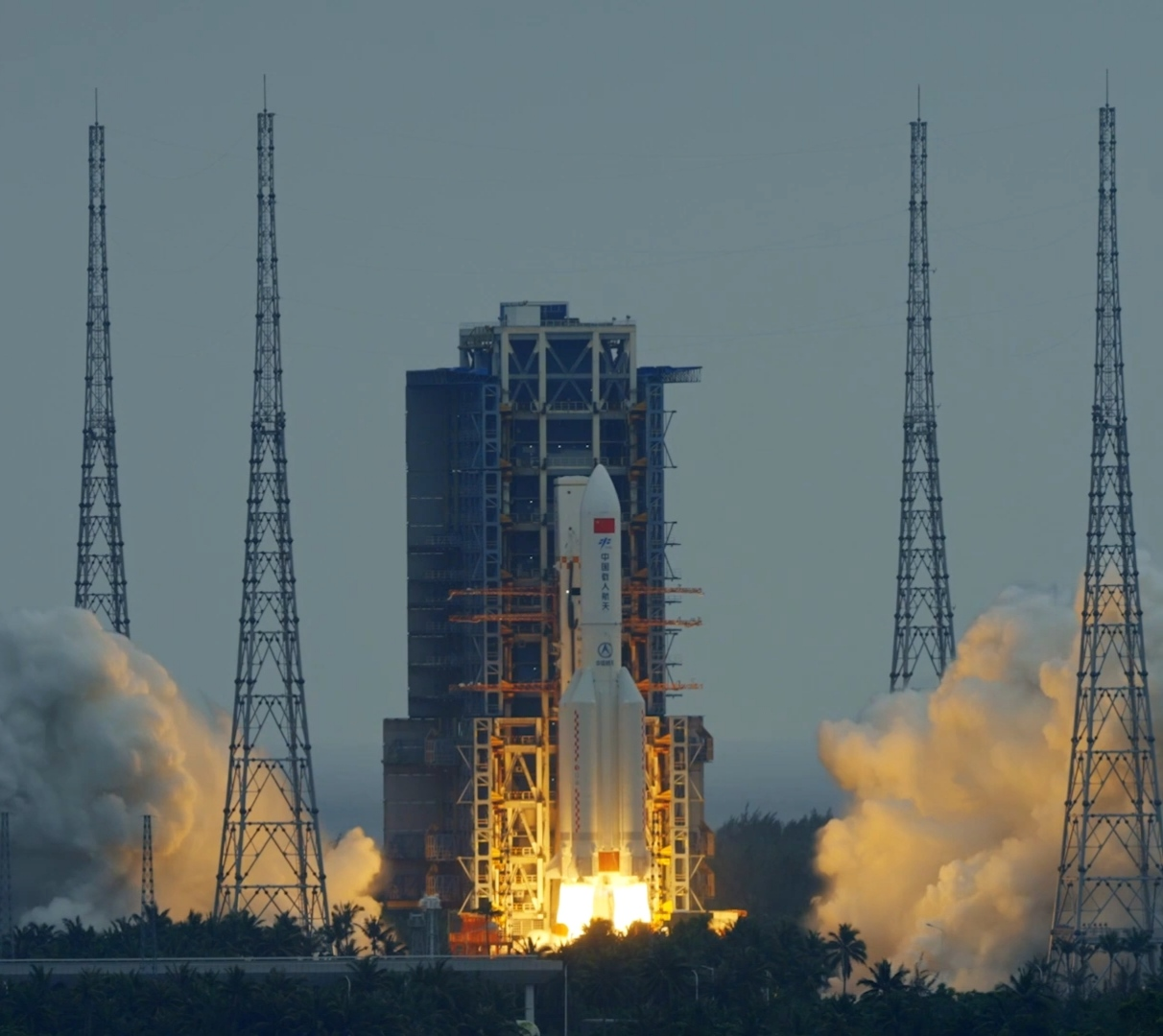
Centro de Lançamento Espacial de Wenchang